# بازار مالی
بازار مالی بازاری است که در آن افراد حقیقی و حقوقی می‌توانند به معامله اوراق ضمانت مالی، کالا و دیگر دارایی‌های مثلی (عوض دار) با هزینه مبادلاتی پایین، و در قیمت‌هایی که تابع عرضه و تقاضا هستند، بپردازند. اوراق ضمانت شامل سهام، اوراق قرضه و برخی کالاها (شامل فلزات گرانبها یا محصولات کشاورزی) می‌شوند.
دو نوع بازار عمومی (جایی که انواع زیادی از کالاها در آن معامله می‌شود) و بازار اختصاصی (جایی که تنها یک نوع کالا معامله می‌شود) وجود دارند. بازارها خریداران و فروشندگان علاقه‌مند زیادی شامل خانوارها، شرکت‌ها و آژانس‌های دولتی را در یک «مکان» جمع می‌کند، لذا پیدا کردن همدیگر را برای آن‌ها آسان می‌سازد. اقتصادی که اصولاً برای اختصاص منابع بر معاملات میان خریداران و فروشندگان وابسته است، به عنوان اقتصاد بازاری شناخته می‌شود که در مقابل اقتصاد دستوری یا اقتصاد غیر بازاری مثل اقتصاد هدیه محور است.
در علم مالی، بازارهای مالی این موارد را تسهیل می‌کنند:
- افزایش سرمایه در بازارهای سرمایه
- انتقال ریسک در بازارهای مشتقات مالی
- کشف قیمت
- داد و ستدهای بین‌المللی با همکاری بازارهای مالی جهان
- انتقال نقدینگی در بازارهای پولی
- معاملات بین‌المللی در بازارهای ارز
- و در کل، افرادی که نیازمند سرمایه هستند را به افرادی که تمایل به سرمایه‌گذاری دارند معرفی می‌کنند.
- دسترسی آسان به اطلاعات

عموما قرض گیرنده رسیدی را به قرض دهنده می‌دهد که بازپرداخت سرمایه را تضمین می‌کند. این رسیدها اوراق ضمانت هستند که به سادگی خریده و فروخته می‌شوند. در مقابل قرض دادن پول به قرض گیرنده، قرض دهنده انتظار پاداشی در غالب بهره یا سود سهام دارد.